# Viens avec moi (film, 2015)
Pour les articles homonymes, voir Viens avec moi.
Pour plus de détails, voir Fiche technique et Distribution.
Viens avec moi (Go with Me) est un thriller américain réalisé par Daniel Alfredson, sorti en 2015.

## Synopsis
Une jeune femme, Lillian, revient dans sa ville natale du Nort-Ouest Pacifique. Elle est vite harcelée par un criminel violent, policier dans le passé, qui se fait appeler « Blackway ». Le shérif se révélant impuissant, lui ordonnant de quitter la ville, Lilian, pour chercher de l'aide, se tourne vers deux hommes étranges : Lester, un ancien bûcheron, et son jeune ami, Nate. Le trio organise une lutte sans pitié contre Blackway.

## Fiche technique
Sauf indication contraire, les informations mentionnées dans cette section peuvent être confirmées par la base de données cinématographiques IMDb,  présente dans la section « Liens externes ».
- Titre français : Viens avec moi
- Titre original : Go with Me
- Titre américain : Blackway
- Réalisation : Daniel Alfredson
- Scénario : Joseph Gangemi et Gregory Jacobs, d'après le roman Go with Me (en) de Castle Freeman, Jr.
- Décors : Denise Nadredre
- Costumes : Jenni Gullett
- Photographie : Rasmus Videbæk
- Montage : Håkan Karlsson
- Musique : Anders Niska et Klas Wahl
- Production : Rick Dugdale, Ellen Goldsmith-Vein, Anthony Hopkins, Gregory Jacobs, Lindsay William
- Sociétés de production : Enderby Entertainment et The Gotham Group
- Société de distribution : TW Media Events
- Pays d'origine :  États-Unis
- Langue originale : anglais
- Format : couleur - 2.35:1
- Genre : thriller
- Durée : 90 minutes
- Dates de sortie :
  - Italie : 11 septembre 2015 (Mostra de Venise)
  - États-Unis : 10 juin 2016
  - France : 28 octobre 2016 (sorti directement en DVD)

## Distribution
- Anthony Hopkins (VF : Jean-Pierre Moulin) : Lester
- Julia Stiles (VFB : Karin Clercq) : Lillian
- Alexander Ludwig : Nate
- Ray Liotta (VFB : Michel Hinderyckx) : Richard Blackway
- Hal Holbrook : Whizzer
- Lochlyn Munro : Murdoch
- Steve Bacic : Fitzgerald
- Aaron Pearl : Scotty Cavanaugh
- Dale Wilson : Shérif Wingate